# Motacilla
A Motacilla a madarak osztályának verébalakúak (Passeriformes) rendjébe billegetőfélék (Motacillidae) családjába tartozó nem.

## Rendszerezésük
A nemet Carl von Linné írta le 1758-ban, az alábbi fajok tartoznak ide:
- hosszúfarkú billegető (Motacilla clara)
- fokföldi billegető (Motacilla capensis)
- Motacilla bocagii[1] vagy Amaurocichla bocagii[2]
- madagaszkári billegető (Motacilla flaviventris)
- hegyi billegető (Motacilla cinerea)
- sárga billegető (Motacilla flava)
- keleti billegető (Motacilla tschutschensis)
- citrombillegető (Motacilla citreola)
- kormos billegető (Motacilla madaraspatensis)
- mekongi billegető (Motacilla samveasnae)
- palaszínű billegető (Motacilla grandis)
- barázdabillegető (Motacilla alba)
- özvegy billegető (Motacilla aguimp)
- feketehátú billegető (Motacilla lugens vagy Motacilla alba lugens)